# Michel Cordillot
Pour les articles homonymes, voir Cordillot.
Michel Cordillot, né le 21 avril 1951 est un historien français, spécialiste du mouvement ouvrier. Angliciste (américaniste) et traducteur, il étudie plus particulièrement, dans la thématique du mouvement social, les exilés francophones aux États-Unis d'Amérique au XIXe siècle et au début du XXe siècle.

## Biographie
Fils  de Jean Cordillot, instituteur, dirigeant communiste de l'Yonne, député de 1956 à 1958, puis maire de Sens, et de Suzette Varenne, institutrice, Michel Cordillot est agrégé d'anglais. Il est professeur de l'enseignement secondaire avant de rejoindre l'Université de Franche-Comté à Besançon. Docteur d'État d'histoire et de civilisation américaines (1984), il est ensuite enseignant de civilisation américaine à l'Université Paris 8, dont il est professeur émérite.
S'étant tout d'abord intéressé  à l'histoire des débuts du mouvement ouvrier à Besançon, il étudie les pionniers du mouvement ouvrier et socialiste français au temps de la première Internationale et de la Commune de Paris. Il est un des fondateurs des Cahiers Charles Fourier, où il publie de nombreux articles. Il s'attache à restituer les parcours de militants communards tels Eugène Varlin, Zéphirin Camélinat, Benoît Malon. Il a été président de l'association Adiamos-89, qui rassemble et valorise les archives du mouvement ouvrier dans l'Yonne.
Mais son domaine de prédilection est l'étude des exilés du mouvement ouvrier français en Amérique du Nord, auxquels il consacre plusieurs ouvrages de référence. À ce titre il dirige en 2002 le volume La Sociale en Amérique, dans le cadre du Maitron, et de son Dictionnaire biographique du mouvement ouvrier international. En 2005 cet ouvrage a été lauréat d'un prix décerné par l'Organisation des historiens américains. Il collabore également au Dictionnaire biographique du mouvement ouvrier français.
 Il publie des traductions d'ouvrages sur l'histoire américaine.

## Publications

### Ouvrages
- La naissance du mouvement ouvrier à Besançon. La première Internationale 1869-1872, Université de Besançon, 1990
- Des hommes libres dans une société esclavagiste, les ouvriers du sud des États-Unis, 1830-1861, Université de Besançon, 1990.
- Eugène Varlin, chronique d'un espoir assassiné, éditions ouvrières, col. la part des hommes,, Paris 1991.  (ISBN 2-7082-2934-6) Réédition revue et augmentée : Eugène Varlin, internationaliste et communard, Éditions Spartacus, 2016.
- La Sociale en Amérique. Dictionnaire biographique du mouvement social francophone aux États-Unis 1848-1922, Éditions de l'Atelier, Paris, 2002.  (ISBN 2-7082-3543-5)
- Aux origines du socialisme moderne. La première internationale, la Commune de Paris, l'exil, Éditions de l'Atelier, Paris, 2010.  (ISBN 978-2-7082-4096-4)
- Révolutionnaires du nouveau monde. Une brève histoire du mouvement socialiste francophone aux États-Unis (1885-1922), Lux, 2010
- Utopistes et exilés du nouveau monde aux États-Unis de 1848 à la Commune, Vendémiaire, 2013.  (ISBN 978-2-36358-072-6)
- à la coordination, La Commune de Paris 1871 : Les acteurs, les évènements, les lieux, Éditions de l'Atelier, coll. « Maitron », 2021, 1437 p. (ISBN 978-2-7082-4596-9)
- La première internationale en France, 1864-1880 : son histoire, son implantation, ses militants, Éditions de l'Atelier, Paris, 2025.  (ISBN 9782708294981)

### Contributions et articles
- (Direction avec Serge Wolikow) Prolétaires de tous les pays, unissez-vous ? Les difficiles chemins de l'internationalisme (1848-1956), Éditions universitaires de Dijon, 1993[7]
- (Contribution) Du Forez à La Revue socialiste Benoît Malon (1841-1893), Publications de l'Université de Saint-Étienne, 2000[8]  (ISBN 2-86272-179-4)
- (Contribution et direction ) Zéphirin Camélinat (1840-1932) Une vie pour la Sociale, ADIAMOS-89, Auxerre, 2004.
- (Contribution) La Commune de 1871, l'événement, les hommes et la mémoire, Publication de l'Université de Saint-Étienne, 2004[9].  (ISBN 2-86272-314-2)

### Traductions
- (Bernard H. Moss, The Origins of the French Labor Movement), Aux origines du mouvement ouvrier français, Les belles lettres, Paris, 1985
- (Christopher Alan Baily, The Birth of Modern World), La naissance du monde moderne (1780-1914), éditions de l'Atelier-Le Monde diplomatique, 2006, reéd. 2009
- (Jennifer Pitts, The Turn of the Empire) Naissance de la bonne conscience coloniale, les Libéraux français et anglais et la question impériale, 1770-1870, éditions de l'Atelier, 2008